# میرزا یوسف
میرزا یوسف یا یوسف بیگ، واپسین فرمانروای سلسله قراقویونلو از فرزندان جهانشاه بود. 
بعد از مرگ حسنعلی او به عنوان حکمران خاندان قراقویونلو معرفی شد. وی توسط اوزون حسن نابینا شده بود. او با سلطان علی فرزند حسنعلی متحد شد. آن‌ها در لرستان موفقیت‌هایی به دست آوردند اما توسط اوزون حسن سرکوب شدند و یوسف بیگ توسط اوغورلی محمد کشته شد.